# Margarete Köckeritz
Margarete Köckeritz, qua Ehe Margarete Köckeritz-Bernau, (* 15. Oktober 1888 in Minden, Deutsches Reich; † 25. März 1969 in Salzburg, Österreich) war eine deutsche Theaterschauspielerin mit einem Ausflug zum österreichischen Stummfilm.

## Leben und Wirken
Die Tochter des Bühnenschauspielers und -regisseurs Gustav Köckeritz (Jahrgang 1855) wurde durch ihren Vater auf die Theaterbretter geholt und begann bereits ab 1904 aufzutreten. Ihre frühen Bühnenstationen waren Leipzig, Potsdam, Neustrelitz, Breslau (am dortigen Stadttheater) und das Hof- und Nationaltheater Mannheim. Danach traf Margarete Köckeritz im Frühjahr 1916 in Wien ein und wurde Anfang Mai desselben Jahres erstmals dem dortigen Publikum vorgestellt. Ihren Einstand gab sie mit der Markgräfin in dem Stück Das Tal des Lebens und wurde daraufhin augenblicklich fest an die Wiener Residenzbühne verpflichtet. Noch im selben Monat gab man ihr die weibliche Hauptrolle der Stephanie in der  Erstaufführung des musikalischen Schwanks Der Regimentspapa, der ein großer Publikumserfolg wurde. Aufgrund einer hartnäckigen Erkrankung fiel die Mindener Künstlerin im Herbst 1917 für die Hauptrolle des Stücks Die Hausdame aus.
Erst 1918 konnte Margarete Köckeritz ihr Bühnenwirken fortsetzen und trat im März des Jahres an der Seite ihres Gatten Alfred Bernau (1879–1950), dem Leiter des Deutschen Volkstheaters, als Anna in Anton Wildgans’ Tragödie Liebe sowie etwas später im Jahr als Minna von Barnhelm in dem gleichnamigen Lessing-Drama auf. Im selben Jahr drehte die Deutsche einen ihrer wenigen Filme, das Kriminalstück Das Geheimnis des Goldpokals. Spätere Bühnenrollen hatte Margarete Köckeritz vor allem in Lustspielen und Komödien, so 1919 in Mein Freund Teddy am Deutschen Volkstheater, sowie an den Kammerspielen in Femina und in Mandragola. Mit Beginn der 1920er Jahre zog sich die Künstlerin vom Theater zurück und folgte ihrem Gatten an den Wolfgangsee in Oberösterreich, wo dieser ein Landgut besaß. Dort versuchten sich beide in der Landwirtschaft. Auch nach Bernaus Tod im Jahre 1950 blieb Margarete Köckeritz dort ansässig und verbrachte ihren Lebensabend im Salzkammergut bzw. in Salzburg, wo sie 1969 verstarb.